# 臺灣府淡水廳八里坌巡檢
台灣府淡水廳八里坌巡檢隸屬於台灣道之台灣府，為台灣清治時期的重要地方官員，自1732年起（雍正十年）專司負責北台灣台北地區的內政，1750年移駐新莊街，為駐守於大台北的地方父母官。

## 歷任
- 魯浩
- 張錦
- 潘紹顯
- 杭可畏
- 虞文桂